# The Big Pond
The Big Pond ist eine US-amerikanische Filmkomödie aus dem Jahr 1930. Das Drehbuch basiert auf einer Erzählung von Garrett Ford und Robert Presnell Sr. und einem Bühnenstück von George Middleton und A. E. Thomas.

## Handlung
Pierre Mirande ist Sohn einer verarmten Familie. Er verdient seinen Lebensunterhalt als Fremdenführer in Venedig. Seine neuen Kunden sind Mrs. Billings aus den USA und ihre Tochter Barbara. Barbara verliebt sich in Pierre, doch ihr Vater und auch ihr Verehrer Ronnie sehen in dem Franzosen einen Abenteurer. Um ihn zu prüfen, bietet der Vater Pierre einen Job in seiner Kaugummifabrik in New York an. 
Pierre siedelt nach New York über und wohnt in einer schäbigen Pension. In der Fabrik wird ihm die härteste Arbeit auferlegt. Barbara überzeugt ihn, dass nur schnelles Denken und Bluff etwas wert sind im US-amerikanischen Geschäftsleben. Mit seinem Gesang beeindruckt Pierre seine Hauswirtin Toinette und das Dienstmädchen Jennie. Als er abends bei einer Feier, die Barbara ausrichtet, erwartet wird, schläft er vor der Abfahrt ein. 
Fälschlicherweise wird Pierre vorgeworfen, Rum in einige Kaugummis gemischt zu haben. Er wird entlassen, doch ihm kommt die Idee, für Kaugummis mit Rumaroma mit seinem Gesang zu werben. Barbara ist beleidigt und plant die Hochzeit mit Ronnie, doch Pierre entführt sie mit einem Rennboot.

## Kritiken
Mordaunt Hall von der New York Times befand, Chevaliers herzliche Darstellung entschädige für die lächerlichen Überspanntheiten dieser fantasielosen Erzählung.
Channel 4 schrieb, die übliche Liedersammlung, die eine Romanze etablieren sollen, schaffe es nicht, Emotionen zu erzeugen.

## Auszeichnungen
Bei der dritten Oscarverleihung 1930 wurde Maurice Chevalier für den Oscar in der Kategorie Bester Hauptdarsteller nominiert.

## Hintergrund
Die Uraufführung fand am 3. Mai 1930 statt.
Zur gleichen Zeit wurde eine französische Version des Filmes gedreht. Sie trug den Titel Le Grande Mare. In beiden Versionen singt Maurice Chevalier die Songs You Brought a Ne Kind of Love to Me (komponiert von Sammy Fein, Irving Kahal und Pierre Norman) und Livin' in the Sunlight, Lovin' in the Moonlight (komponiert von Al Shernman und Al Lewis).
Der Film ist einer von über 700 Produktion von Paramount Pictures, die zwischen 1929 und 1949 gedreht wurden, und deren Fernsehrechte 1958 an Universal Pictures verkauft wurden.